# 莫妮卡·博焦尼
莫妮卡·博焦尼（義大利語：Monica Boggioni，1998年8月5日—），意大利女子游泳运动员。她曾代表意大利参加2020年夏季残疾人奥林匹克运动会游泳比赛，获得三枚铜牌。